# Куслій Андрій Миколайович
Андрій Миколайович Куслій (нар. 26 лютого 1977, м. Одеса) — український дипломат. Консул-керівник консульства України в Единбурзі (з 2015).

## Життєпис
Народився 26 лютого 1977 року в Одесі. Закінчив Одеський національний університет ім. І. І. Мечникова, згодом Дипломатичну академію України імені Геннадія Удовенка при Міністерстві закордонних справ України.
З 2006 року на дипломатичній роботі у системі Міністерства закордонних справ України. Працював за кордоном в Посольстві України у Великій Британії. Спеціалізується на питаннях консульської служби.
З 2015 року — Консул-керівник консульства України в Единбурзі.